# Кряжев, Филипп Александрович
Фили́пп Алекса́ндрович Кряжев (1899, Севастополь, Российская империя — 5 мая 1920, Таврическая губерния, РСФСР) — участник севастопольского подполья в годы Гражданской войны.

## Биография

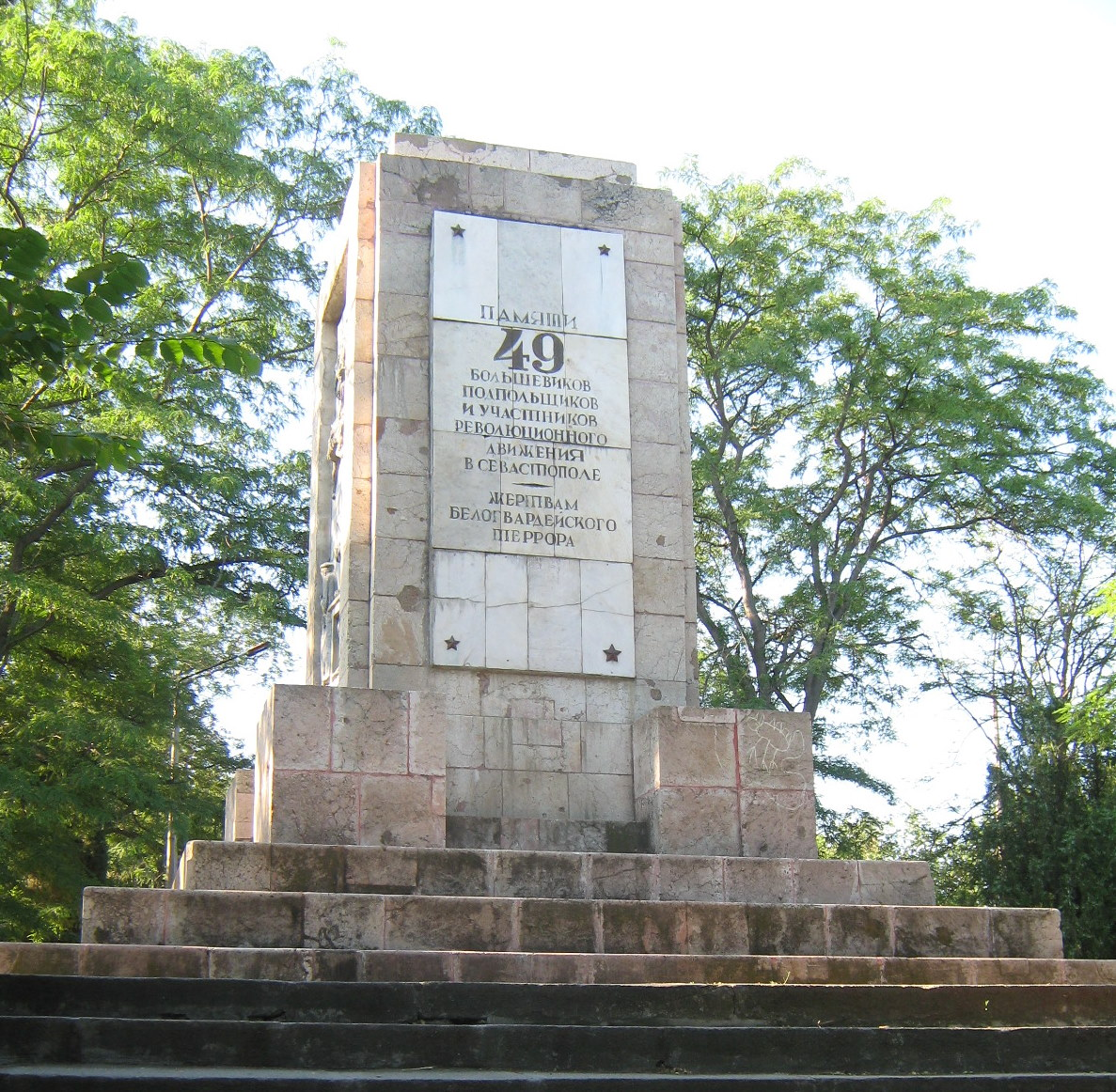
Памятник 49 коммунарам

Родился в 1899 году в Севастополе. Работал в Северном доке военного порта. В январе 1918 участвовал в установлении Советской власти в Крыму. В конце 1918 — начале 1919 годов был членом подпольной большевистской организации в посёлке Бартеньевка на Северной стороне Севастополя. В начале июня 1919 в составе 1-го Севастопольского полка воевал на Керченском фронте, в конце июня, когда Вооружённые силы юга России вошли в Крым, вернулся в город. В конце 1919 года создал подпольную боевую группу подрывников (в которую также входил Я. Рябов) на Северной стороне Севастополя.
В апреле 1920 года контрразведка Вооружённых сили юга России напала на след группы, все её члены были арестованы и расстреляны. Казнён 5 мая (по другим данным — в ночь на 20 мая) 1920 года. Останки Кряжева после Гражданской войны перезахоронены в братской могиле у южных ворот на кладбище Коммунаров в Севастополе. В 1937 году на ней по проекту архитектора М. А. Садовского воздвигнут памятник 49 коммунарам (указан как Кряжев Ф.).

## Память
16 апреля 1938 года (по другим данным — 8 июля 1954 года) именем Филиппа Кряжева названа улица в Нахимовском районе на Северной стороне Севастополя.